# Eudemis
Eudemis là một chi bướm đêm thuộc phân họ Olethreutinae, họ Tortricidae Tortricidae.

## Các loài
- Eudemis brevisetosa Oku, 2005
- Eudemis centritis (Meyrick, 1912)
- Eudemis gyrotis (Meyrick, 1909)
- Eudemis lucina Liu & Bai, 1982
- Eudemis polychroma Diakonoff, 1981
- Eudemis porphyrana (Hubner, [1796-1799])
- Eudemis profundana ([Denis & Schiffermuller], 1775)